# Junta de Beneficencia de Guayaquil
La Junta de Beneficencia de Guayaquil (JBG) es una institución privada benéfica a nivel nacional. Con un enfoque profesional, transparente y solidario, la JBG se ha dedicado a brindar ayuda oportuna a aquellos que más lo necesitan desde 1888. Esta organización no gubernamental , desde su creación, ha sido una fuerza dinamizadora en la mejora de la calidad de vida de la gente del Ecuador, especialmente en las áreas de salud, educación, inclusión, alimentación y acogimiento a niños y ancianos vulnerables.
Esta ONG se encarga de la dirección y administración de varios hospitales, casas de acogida, albergues y de la organización de la Lotería Nacional, entre otros servicios, en el Ecuador. Fue fundada el 29 de enero de 1888 por un grupo de filántropos guayaquileños liderados por Francisco Campos Coello.
Con el tiempo, la Junta ha aumentado sus servicios respondiendo a las necesidades del país y, en la actualidad, cuenta con:
- Hospital Luis Vernaza
- Hospital Pediátrico Dr. Roberto Gilbert
- Hospital de Especialidades Alfredo Paulson
- Instituto de Neurociencias
- Unidad Educativa José Domingo de Santistevan
- Unidad Educativa Santa Luisa de Marillac
- Hogar Manuel Galecio
- Hogar Calderón Ayluardo
- Hogar Corazón de Jesús
- Hogar San Pedro de Alausí
- Albergue Junta de Beneficencia de Guayaquil
- Cementerio Patrimonial de Guayaquil
- Panteón Metropolitano
- Ciudad Deportiva Carlos Pérez Perasso

## Historia

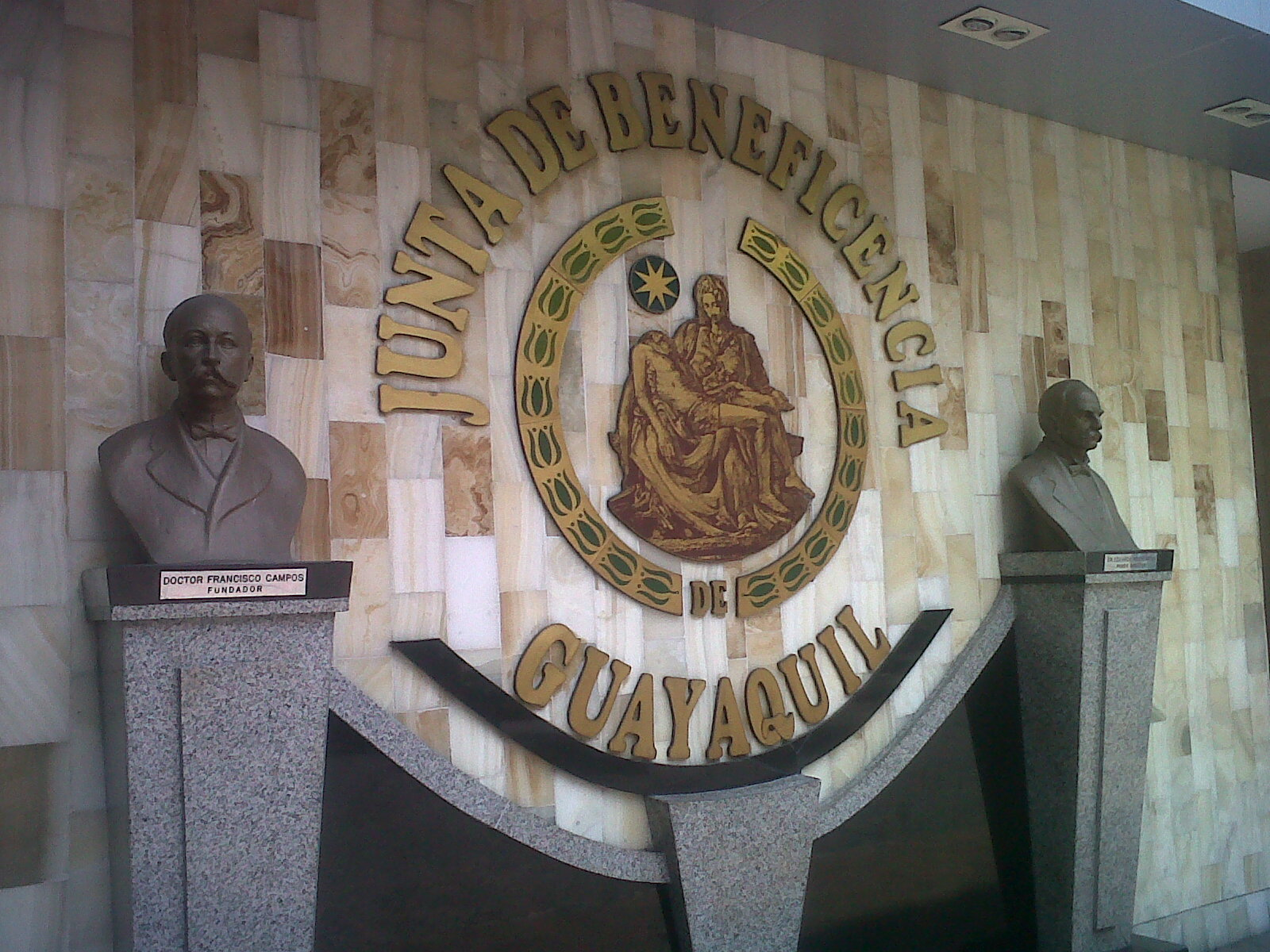
Junta de Beneficencia de Guayaquil

A mediados del siglo XIX la ciudad de Guayaquil, al igual que varias otras localidades, necesitaban recursos y de la creación de centros educativos y de salud. En esta época el gobierno central, ante la falta de autonomía y descentralización, designaba en los gobiernos sectoriales las distintas autoridades locales que se encargaban de la administración de cementerios, hospitales, manicomios, entre otras.
En 1887 el presidente municipal del cabildo guayaquileño, Francisco Campos Coello, pidió al Congreso ecuatoriano que se viabilize una disposición legal que permita a los gobiernos seccionales a crear instituciones benéficas que den servicios asistenciales. El órgano legislativo, el 13 de agosto del mismo año, expide una ley que le permite a las municipalidades crear dichas instituciones bajo el nombre de «juntas de beneficencia», a las que se les otorgaba las competencias de administración de hospitales, instituciones de salud mental y cementerios.
El Concejo Cantonal de Guayaquil aprobó mediante una ordenanza municipal la creación de la Junta de Beneficencia Municipal, la cual fue fundada a los pocos días por un grupo de filántropos, entre los cuales estaba el propio presidente del concejo municipal Francisco Campos Coello, el 29 de enero de 1888. Mediante donaciones y legados se conformó sus fondos iniciales. y algunos más de estas misiones.
Nació en una época en que la ciudad de Guayaquil atravesaba por una situación sanitaria calamitosa y sin la debida atención del Estado. Fundada por un grupo de filántropos a quienes les preocupaba las condiciones de vida de los menos favorecidos de la ciudad, la Junta consiguió sus fondos iniciales de donaciones y legados que constituyeron la piedra angular de su obra. Desde entonces, y gracias al apoyo y la confianza de la comunidad, la Junta ha podido transformar la vida de cientos de miles de ecuatorianos por 135 años.